# باتريشيا برنارد
باتريشيا برنارد (بالإنجليزية: Patricia Bernard) (6 يوليو 1942، ملبورن في أستراليا)؛ روائية أسترالية.